# Cleóstrato (mitologia)
Cleóstrato é um personagem da Mitologia Greco-Romana.

## História
Jovem da Tessália. Foi escolhido para ser vítima de um dragão que devastava o país. Seu amigo Menestrato preparou-lhe uma couraça metálica guarnecida de ganchos de ferro. Cleóstrato vestiu-a e deixou-se devorar. Ferido pelos ganchos, o monstro morreu, e o jovem foi retirado ileso de suas entranhas.